# Templo de Marte en Corseul
El templo de Marte hace referencia a los restos de un fanum, o templo galorromano, y el patio que le rodea, ubicado en la localidad de Corseul, en la región francesa de Bretaña. Fue inscrito como Monumento Histórico de Francia en la primera lista de 1840 y posteriormente en 1997.

## Ubicación
El templo está ubicado en un lugar llamado Haut-Bécherel. Los muros están construidos con escombros y piedra labrada en granito y escombros de pizarra, encontrándose también restos de un horno para la cocción del pan y un pozo. La granja fue construida en un sitio más antiguo con paredes ahusadas y una reutilización de piedras de otras construcciones.

## Arqueología
El ingeniero Simon Garengeau, que trabajó en las fortificaciones de Saint-Maló en los proyectos del marqués de Vauban, visitó Corseul y escribió un informe para la Academia de Inscripciones y Lenguas Antiguas en 1709.
Las excavaciones se llevaron a cabo en el siglo XIX. El plan elaborado en 1869 por Émile Fornier se vio posteriormente confirmado por los reconocimientos aéreos y por radar realizados en los últimos años.

## Historia
El santuario, un templo romano de la tradición gala, probablemente fue construido a mediados del siglo I, y tuvo un uso habitual hasta finales del siglo III.
En el interior, la cella originalmente tenía la estatua de una deidad a la que estaba dedicado el fanum, que habría sido venerada por los peregrinos que caminaban en procesión alrededor de su cámara sagrada. Se le conoce tradicionalmente como el "templo de Marte", pero esta atribución al culto a Marte no se basa en ninguna evidencia decisiva.